# الصفقات الصغيرة
الصفقات الصغيرة أو العمليات التجارية الصغيرة (بالإنجليزية: Microtransaction)‏ وغالبًا ما يتم اختصارها إلى MTX، هي نموذج أعمال حيث يمكن للمستخدمين شراء سلع افتراضية [الإنجليزية] باستخدام مدفوعات صغيرة. غالبًا ما تُستخدم الصفقات الصغيرة في الألعاب المجانية لتوفير مصدر دخل للمطورين. في حين أن الصفقات الصغيرة هي عنصر أساسي في سوق تطبيقات الأجهزة المحمولة، إلا أنها تُرى أيضًا على برامج الكمبيوتر مثل منصة ستيم للتوزيع الرقمي التابعة لشركة فالف، بالإضافة إلى ألعاب وحدة التحكم (بالإنجليزية: Console)‏.

## وصلات خارجية
- أدفع لتلعب